# Petr Zajaroš
Petr Zajaroš (Šumperk, 6 dicembre 1957) è un ex calciatore cecoslovacco, di ruolo attaccante.

## Carriera

### Club
In patria, con la casacca del Banik Ostrava, vince due campionati consecutivi, una Coppa di Cecoslovacchia e tre Coppe Rappan, andando a terminare la carriera in Francia (nel 1989 è in seconda divisione, nel 1990 in un club di quinta categoria).

### Nazionale
Debutta il 31 ottobre 1984 contro Malta (4-0).

## Palmarès

### Club

#### Competizioni nazionali
- Coppa di Cecoslovacchia: 1

Banik Ostrava: 1977-1978
- Campionato cecoslovacco: 2

Banik Ostrava: 1979-1980, 1980-1981

#### Competizioni internazionali
- Coppa Piano Karl Rappan: 3

Banik Ostrava: 1979, 1985, 1987